# Fronteira Malawi–Zâmbia
A fronteira entre o Maláui e Zâmbia é uma linha muito sinuosa de 837 km de extensão, sentido norte-sul, que se estende quase paralela ao Lago Maláui e separa o leste de Zâmbia (regiões Norte e Oriental) do território de Maláui (regiões Norte e Central). No norte, na passagem do Rio Songué, forma tríplice fronteira Maláui-Zâmbia-Tanzânia. No extremo sul o ponto fronteiriço triplo é dos dois países com o Zimbábue. Passa nas proximidades do monte Nica e da cidade de Chipata em Zâmbia.
Ambos os países fizeram parte, junto com o Zimbábue (antiga Rodésia do Sul), um conjunto de posses britânicas. Desde 1953 formaram uma federação de colônias do Reino Unido até ambas adquirirem autonomias separadas em 1963. A independência e os novos nomes vêm no ano seguinte. Daí data essa fronteira.